# Muladí
Un muladí (de l'àrab المولدين, al-muwalladīn, plural de المولد, al-muwallad) era, a l'Àndalus, un cristià que es va passar a la religió musulmana. Muwàl·lad és un terme àrab inicialment aplicat a un encreuament de races animals i després donat a qui, sense ser àrab, es criava entre els àrabs i rebia la seva educació. A l'Àndalus, es traduïa a vegades per 'adoptat', i va derivar en el nom muladí, que al seu torn va originar el de mulat.
Els hispanoromans i gots sotmesos a l'islam voluntàriament i convertits a la religió s'anomenaren mussàlima (els ‘jueus islamís’); amb el temps, la pressió per esdevenir musulmà era temptadora; així, per exemple, els mussàlima o mossàrabs (els cristians que vivien sota domini àrab i musulmà), tot i que tolerats, havien de pagar un tribut en metàl·lic (jizya) i en productes sobre la terra (kharaj). Per això, els governs musulmans no encoratjaven les conversions. D'altra banda, si es volia assolir un estatus social superior, era necessària la conversió a l'islam, però aquestes conversions només les podien fer els nobles (que llavors arrossegaven els parents, clients, servidors i esclaus), com van fer els Banu Qasi o els Banu Mardanix. El nombre dels que foren conquerits per força i podien esdevenir mawali (en singular mawla) era relativament petit i la majoria havia de restar mussàlima, mossàrabs.
Els mawali conversos originaren a partir de la segona generació els muwal·ladun: musulmans en què ni el pare ni la mare eren àrabs. Muwal·ladun, que s'ha traduït per ‘renegats’: musulmans d'origen no àrab, criats com a musulmans pels seus pares, després de convertir-se. Contra el que a vegades es diu, dins dels muwal·ladun, no hi va haver moviments pel retorn al cristianisme, i per exemple quan el muladita Úmar ibn Hafsun va intentar convertir-se per obtenir més suport dels mossàrabs, els seus partidaris muladites el van abandonar.
Així mateix, la conversió religiosa suposava per als esclaus la llibertat.